# Barbus claudinae
Barbus claudinae és una espècie de peix cipriniforme de la família dels ciprínids.

## Morfologia
Els adults poden assolir els 30 cm de longitud total.

## Distribució geogràfica
Es troba a Àfrica.